# Geislingen an der Steige
Geislingen an der Steige – miasto w Niemczech, w kraju związkowym Badenia-Wirtembergia, w rejencji Stuttgart, w regionie Stuttgart, w powiecie Göppingen.
Leży w Jurze Szwabskiej, nad rzeką Fils, u zbiegu drogi krajowej B466 do drogi krajowej B10 oraz przy linii kolejowej Filstalbahn (Stuttgart–Ulm).
W mieście znajduje się stacja kolejowa Geislingen (Steige).
30 czerwca 2022 miasto liczyło 28 401 mieszkańców.

## Współpraca
Miejscowości partnerskie:
- Bischofswerda, Saksonia[3]
- Montceau-les-Mines, Francja[4]

Miasto współpracuje również z południowymi Morawami.